# La Victoria
La Victoria és un municipi situat a la província de Còrdova, Andalusia. El 2005 tenia 1822 habitants. La seva superfície és 20 km² i té una densitat de eren 91.1 hab/km². Les seves coordenades geogràfiques són 37° 41′ N, 4° 51′ O. Està a una altitud de 262 m i 29 km de la capital provincial, Còrdova.

## Demografia
| 1996  | 1998  | 1999  | 2000  | 2001  | 2002  | 2003  | 2004  | 2005  | 2006  |
| ----- | ----- | ----- | ----- | ----- | ----- | ----- | ----- | ----- | ----- |
| 1.781 | 1.767 | 1.786 | 1.786 | 1.762 | 1.748 | 1.749 | 1.802 | 1.822 | 1.882 |

## Patrimoni artístic i monumental
La Victoria manté diversos edificis culturals, per tant, és declarat patrimoni històric andalús.

## Geografia
Limiten amb La Victoria: La Carlota, San Sebastián de los Ballesteros i Còrdova. I també es divideix en un sector, anomenat Aldea Quintana.
| Nord-oest: La Carlota i Guadalcázar | Nord: Còrdova                                         | Nord-est: Còrdova                                     |
| Oest: La Carlota                    |                                                       | Est: Fernán-Núñez                                     |
| Sud-oest La Carlota                 | Sud: San Sebastián de los Ballesteros i La Guijarrosa | Sud-est: San Sebastián de los Ballesteros i La Rambla |